# Colletes clarus
Colletes clarus är en biart som beskrevs av Jörgensen 1912. Colletes clarus ingår i släktet sidenbin, och familjen korttungebin. Inga underarter finns listade i Catalogue of Life.